# Orébantios de Trézène
Orébantios de Trézène (en grec ancien Ὀροιβάντιος / Oroibántios) est un poète épique de la Grèce archaïque.
Il serait antérieur à Homère selon la tradition de Trézène, rapportée par Élien.
Aucun de ses textes ne nous est parvenu.